# Wolfgang Hartung (Jurist)
Wolfgang Hartung (* 6. September 1933 in Magdeburg; † 16. Februar 2021 in Mönchengladbach) war ein deutscher Rechtsanwalt, der vor allem für seine Publikationen zum Anwaltlichen Berufsrecht bekannt ist.

## Leben
Nach abgeschlossener Berufsausbildung zum Industriekaufmann nahm Hartung ein Studium der Rechtswissenschaft an der Universität zu Köln auf, das er 1958 mit dem Ersten Juristischen Staatsexamen abschloss. An die Universitätszeit schloss sich die Ableistung des Referendardienstes im Bezirk des Oberlandesgerichtes Düsseldorf an, die 1962 mit der Ablegung des Zweiten Juristischen Staatsexamens endete. In dieser Zeit erfolgte auch die Promotion zum Dr. iur. bei dem damaligen Präsidenten des Bundesarbeitsgerichts Hans Carl Nipperdey über die Verfügungsbeschränkung bei ehelichem Hausrat.
Im Jahr 1964 erhielt Hartung die Zulassung zur Rechtsanwaltschaft bei dem Amts- und Landgericht Mönchengladbach und trat ein Jahr später als Partner in eine bekannte Mönchengladbacher Kanzlei ein.
1973 begann Hartungs Engagement in der anwaltlichen Selbstverwaltung durch seine Wahl in den Vorstand der Rechtsanwaltskammer Düsseldorf, dem er bis 2001 ununterbrochen angehörte, seit 1991 als Vizepräsident. In diese Zeit fällt auch seine langjährige Tätigkeit als Vorsitzender Prüfer im Zweiten Juristischen Staatsexamen bei dem Landesprüfungsamt Nordrhein-Westfalen und – von 1994 bis 2002 – als Mitglied der Satzungsversammlung der Bundesrechtsanwaltskammer.
Nach der Deutschen Wiedervereinigung beteiligte er sich in seiner Geburtsstadt an der Gründung der Rechtsanwaltskammer Sachsen-Anhalt. Joachim Sattler, der spätere Präsident dieser Kammer, beschrieb Hartungs Beitrag wie folgt:
Sein leidenschaftliches Plädoyer für die freie Advokatur war bestimmt von der Wiedervereinigungseuphorie, die ihn in seiner alten Heimatstadt erfasst hatte, fand allerdings nicht bei denen Gehör, die von Existenzängsten beherrscht wurden. Für diese war seine Prophezeiung, dass die DDR-Juristen nun alles oder doch fast alles – was sie bisher gelernt hatten – vergessen und stattdessen ein ihnen bisher gänzlich fremdes Recht sich aneignen müssten, demoralisierend.
Der Beginn seiner vertieften wissenschaftlichen Tätigkeit fällt ins Jahr 1997, in dem die erste Auflage des von Martin Henssler und Hanns Prütting herausgegebenen Kommentars zur Bundesrechtsanwaltsordnung erschien. Hartung kommentierte dort namentlich den Vierten Teil über die Rechtsanwaltskammern, den Achten Teil über die Rechtsanwaltschaft bei dem Bundesgerichtshof und den Neunten Teil über die Bundesrechtsanwaltskammer und ihre Organe.
Ebenfalls 1997 erschien der zwischenzeitlich von ihm alleine und bis zu Hartungs Tod gemeinsam mit Hartmut Scharmer herausgegebene Kommentar zur Anwaltlichen Berufsordnung und zur Fachanwaltsordnung, der in der Literatur als „Standardkommentar“ bezeichnet wird. Daneben gibt Hartung zusammen mit Herbert Schons und Horst-Reiner Enders einen weiteren Kommentar zum Rechtsanwaltsvergütungsgesetz heraus. Darüber hinaus beteiligte er sich als Autor an weiteren Kommentaren und Handbüchern und verfasste zusammen mit Volker Römermann ein Lehrbuch über das Anwaltliche Berufsrecht.

## Ehrungen
- 2000 erhielt er das Verdienstkreuz 1. Klasse des Verdienstordens der Bundesrepublik Deutschland.[6]
- 2008 erschien unter der Herausgeberschaft Volker Römermanns eine Festschrift zum 75. Geburtstag Hartungs.

## Ausgewählte Veröffentlichungen
- Verfügungsbeschränkung bei ehelichem Hausrat – Zur Auslegung der §§ 1365 bis 1369 BGB unter besonderer Berücksichtigung des § 1369 BGB. Zugl. Dissertation, Köln 1962.
- (Mithrsg.): Kommentar zur Berufs- und Fachanwaltsordnung, 6. Aufl., München 2016, ISBN 978-3-406-67035-0.
- (Mithrsg.): Kommentar zum Rechtsanwaltsvergütungsgesetz, 3. Aufl., München 2017, ISBN 978-3-406-69507-0.
- Anwaltliches Berufsrecht, 3. Aufl., München 2018 (zusammen mit Volker Römermann), ISBN 978-3-406-71698-0.
- Bürogemeinschaft für Rechtsanwälte, München 2010 (zusammen mit Hartmut Scharmer), ISBN 978-3-406-59632-2.